# Maclaurin-reeks
In de analyse is een maclaurin-reeks een speciaal geval van de taylorreeks waarvoor als  ontwikkelingspunt het punt 0 is gekozen. De reeks is genoemd naar de Schotse wiskundige Colin Maclaurin. Als de functie {\displaystyle f} willekeurig vaak differentieerbaar is in een complexe omgeving van  het punt 0, wordt de maclaurin-reeks van {\displaystyle f} in een complexe omgeving van 0 gegeven door:
{\displaystyle f(x)\sim \sum _{n=0}^{\infty }{\frac {f^{(n)}(0)}{n!}}x^{n}=f(0)+f'(0)\ x+{\tfrac {1}{2}}f''(0)\ x^{2}+\ldots }
Door een geschikte substitutie kan men elke taylorreeks als een maclaurin-reeks interpreteren
{\displaystyle f(x_{0}+h)\sim \sum _{n=0}^{\infty }{\frac {f^{(n)}(x_{0})}{n!}}h^{n}=f(x_{0})+f'(x_{0})h+{\tfrac {1}{2}}f''(x_{0})h^{2}+\ldots }
is de maclaurin-reeks van de functie
{\displaystyle h\mapsto f(x_{0}+h)}
Voor functies die in het punt 0 niet zijn gedefinieerd of niet differentieerbaar zijn, zoals {\displaystyle 1/x} en {\displaystyle \log(x)} laat zich geen maclaurin-reeks ontwikkelen.

## Voorbeelden
Voor de exponentiële functie {\displaystyle f(x)=e^{x}} is {\displaystyle f(0)=1,f'(0)=1,f''(0)=1,\ldots } en dus is de maclaurin-reeks ervan de reeks
{\displaystyle e^{x}=1+x+{x^{2} \over 2!}+{x^{3} \over 3!}+{x^{4} \over 4!}+\ldots =\sum _{n=0}^{\infty }{x^{n} \over n!}}
Voor een negatieve {\displaystyle x} is dat:
{\displaystyle e^{-x}=1-x+{x^{2} \over 2!}-{x^{3} \over 3!}+{x^{4} \over 4!}-\ldots }
Voor de inverse functies:
{\displaystyle \ln(1+x)=x-{x^{2} \over 2}+{x^{3} \over 3}-{x^{4} \over 4}+\ldots }
{\displaystyle \ln(1-x)=-x-{x^{2} \over 2}-{x^{3} \over 3}-{x^{4} \over 4}-\ldots }
Voor de sinus {\displaystyle f(x)=\sin(x)} is {\displaystyle f'(x)=\cos(x),f''(x)=-\sin(x),f'''(x)=-\cos(x),f''''(x)=\sin(x),\ldots } en aangezien {\displaystyle \sin(0)=0} en {\displaystyle \cos(0)=1}, is de maclaurin-reeks van de sinus:
{\displaystyle \sin(x)={x \over 1!}-{x^{3} \over 3!}+{x^{5} \over 5!}-{x^{7} \over 7!}+\ldots =\sum _{n=0}^{\infty }{\frac {(-1)^{n}}{(2n+1)!}}x^{2n+1}}
Voor cos is dat:
{\displaystyle \cos(x)=1-{x^{2} \over 2!}+{x^{4} \over 4!}-{x^{6} \over 6!}+\ldots }
Voor de hyperbolische functies:
{\displaystyle \sinh(x)={x \over 1!}+{x^{3} \over 3!}+{x^{5} \over 5!}+{x^{7} \over 7!}+\ldots }
{\displaystyle \cosh(x)=1+{x^{2} \over 2!}+{x^{4} \over 4!}+{x^{6} \over 6!}+\ldots }